# Lepidagathis linifolia
Lepidagathis linifolia är en akantusväxtart som beskrevs av Raymond Benoist. Lepidagathis linifolia ingår i släktet Lepidagathis och familjen akantusväxter. Inga underarter finns listade i Catalogue of Life.